# کارل-فردریک بورت
کارل-فردریک بورت (انگلیسی: Carl-Frederik Bévort؛ زادهٔ ۲۴ نوامبر ۲۰۰۳) دوچرخه‌سوار اهل دانمارک است.
وی در مسابقات کشوری و بین‌المللی در مجموع برندهٔ ۱ مدال طلا، ۱ مدال نقره، ۱ مدال برنز شده‌است.